# Иван V

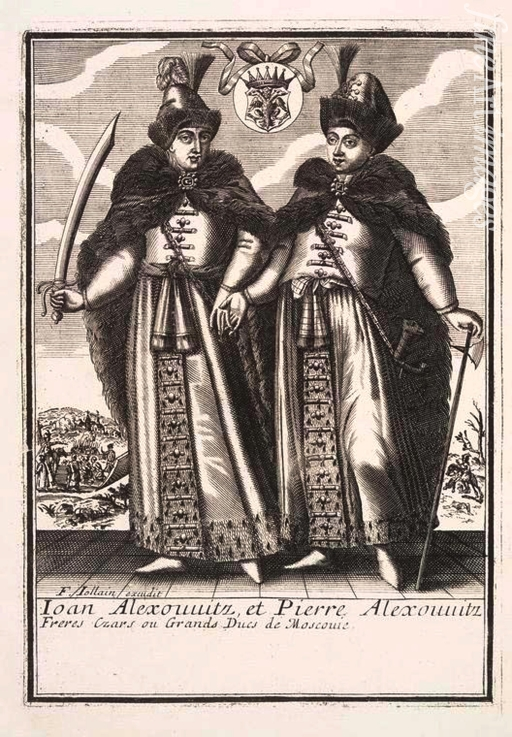
Портрет царей Ивана и Петра Алексеевичей, гравёр Жоллены, Франция, 1685 год

Иоа́нн (Ива́н) V Алексе́евич (27 августа [6 сентября] 1666, Москва — 29 января [8 февраля] 1696, Москва) — русский царь из династии Романовых, сын царя Алексея Михайловича и царицы Марии Ильиничны Милославской.
Получил корону после смерти старшего брата, царя Фёдора III Алексеевича, считаясь соправителем единокровного брата Петра I, но фактической правительницей в 1682—1689 годах была его сестра Софья Алексеевна. После отстранения Петром I Софьи от власти Иван до самой смерти продолжал считаться формальным соправителем брата, однако фактически не участвовал в государственных делах.
Иван был отцом императрицы Анны Иоанновны, дедом Анны Леопольдовны, правительницы при своём сыне Иване VI Антоновиче.

## Биография
Крещён 20 сентября 1666 года в Верхоспасском соборе Московского кремля.
Когда в 1682 году его старший брат, царь Фёдор Алексеевич, умер, не оставив наследника, 15-летний Иван Алексеевич, как следующий по старшинству, должен был наследовать престол.
Иван Алексеевич был с детства болезненным и считался неспособным к управлению страной, поэтому Нарышкины попытались отстранить его и провозгласить следующим царём его единокровного брата — 10-летнего Петра, младшего сына Алексея Михайловича от второй жены — Натальи Нарышкиной.
Об Иване Алексеевиче говорили, будто бы он слабоумен, что, возможно, являлось следствием болезни — эпилепсии, отягощённой наследственной цингой, хронической болезнью детей Марии Милославской. Впрочем, это могло быть и наветом Нарышкиных, который они распространяли в период ожесточённой борьбы за власть с Милославскими. Так, В. Н. Татищев, бывший младшим современником Ивана и одним из сподвижников Петра I, писал о нём как «о человеке ума довольного». Тем не менее доподлинно известно, что, находясь в самом центре этой борьбы, Иван Алексеевич ни разу не попытался принять в ней активное участие и не проявлял интереса к государственной деятельности.

### Воцарение
Оба брата, один из-за нездоровья, другой из-за возраста, не могли участвовать в борьбе за власть. Вместо них боролись их родственники: за законные права на трон по старшинству Ивана — его родная старшая сестра, царевна Софья, и их родственники по матери Милославские; за Петра — Нарышкины, родственники второй жены Алексея Михайловича.

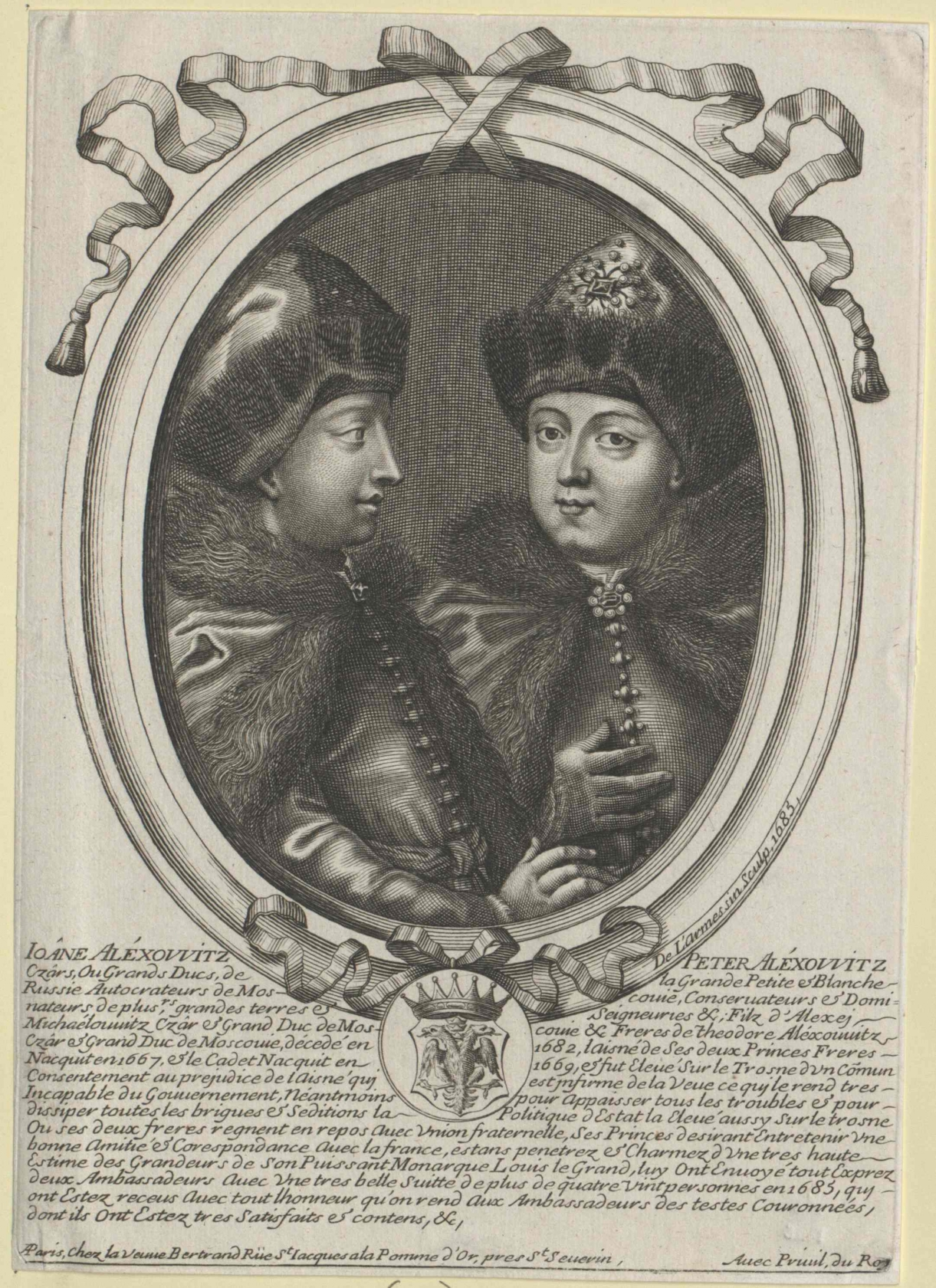
Портрет царей Ивана и Петра Алексеевичей, гравёр Никола де Лармессен, Франция, 1685 год

В час кончины Фёдора III Алексеевича бояре во главе с патриархом Иоакимом провозгласили государём 10-летнего царевича Петра I. Боярам не хотелось возвращения к власти Милославских, что предлагало бы царствование Ивана V. Присяга Петру I была проведена незамедлительно, готовились к отправке тысячи крестоцеловальных грамот. Но в Москве вспыхнуло сильнейшее восстание стрельцов, направленное против боярского заговора. Стрельцы не захотели, чтобы за спиной маленького царевича государством завладели бояре. Царский двор оказался осаждён, но вместо того чтобы искать пути выхода из сложной ситуации, Нарышкины распределяли между собой чины в управлении государством. Показ стрельцам живых Ивана V и Петра I не произвёл на восставших впечатления. Царевичи оцепенели от ужаса, когда на их глазах выбрасывали из окон дворца на копья их родственников и бояр, знакомых им с детства. Шестнадцатилетний Иван V после этого навсегда отказался от мирских дел, а Пётр I всю свою жизнь ненавидел стрельцов. К 17 мая 1682 года восставшие закончили расправу над «виновными». В этот момент требовалось выступление особы, принадлежащей к царской семье, так как бояре были не способны справиться с ситуацией. Опасаясь за свою жизнь, они самоустранились от борьбы за власть, а при царской семье остались Одоевские, Хованские, Иван Михайлович Милославский, Василий Васильевич Голицын и ещё немногие бояре, посчитавшие недостойным бросить царевичей. На следующий день ими было образовано новое правительство. На первый план вышла сестра Ивана V и Петра I — царевна Софья Алексеевна. Обладавшая незаурядным умом, она обратилась к стрельцам и говорила с ними от имени всей царской семьи. Восставшие вначале выступили за законного наследника престола — Ивана V, но в ходе переговоров согласились сохранить корону и Петру I, при условии, что Иван V будет первым, а Пётр I — вторым царём.

В итоге патриарх Иоаким предложил провозгласить царями сразу обоих: Ивана — старшим царём, Петра — младшим царём и назначить при них регентшей царевну Софью Алексеевну.

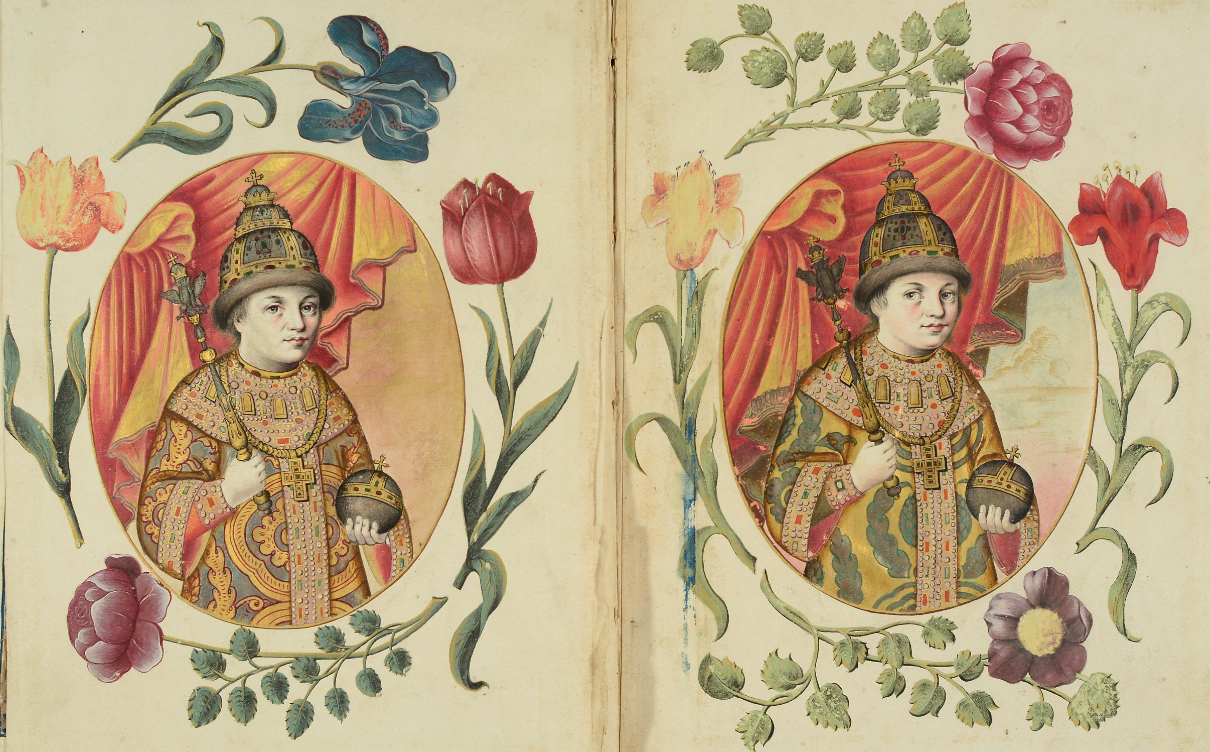
Иван V и Петр I, страницы Коронационного альбома 1682 г.

25 июня 1682 года Иван V Алексеевич и Пётр I Алексеевич венчались на царство в Успенском соборе Московского Кремля. Причём «старший» царь венчался подлинной шапкой Мономаха и большим нарядом, а для «младшего» были сделаны копии. Для них был сооружён особый трон с двумя сиденьями, в настоящее время хранящийся в Оружейной палате.
В 1684 году царевна Софья Алексеевна выбрала Ивану V невесту, первую красавицу двора, Прасковью Фёдоровну Салтыкову. 9 (19) января 1684 года состоялась свадьба. Женитьба благотворно повлияла на состояние Ивана V: он поздоровел и повеселел, к жене относился с уважением и благоговением. Он с супругой тихо и благостно сосуществовал возле своих деятельных родственников.
До 1689 года царствование и Ивана, и Петра было номинальным, фактически власть осуществлялась царевной Софьей Алексеевной, опиравшейся на клан Милославских и на своих фаворитов — В. В. Голицына и Ф. Л. Шакловитого.
В 1689 году наступает развязка в противостоянии Софьи и Петра, в результате которой Софья была отстранена от власти. В это время Пётр направляет из Троице-Сергиевой лавры послание Ивану, в котором пишет:

А теперь, государь братец, настоит время нашим обоим особам Богом врученное нам царствие править самим, понеже пришли есми в меру возраста своего, а третьему зазорному лицу, сестре нашей, с нашими двумя мужескими особами в титлах и в расправе дел быти не изволяем; на то б и твоя, государя моего брата, воля склонилася, потому что учала она в дела вступать и в титла писаться собою без нашего изволения; к тому же ещё и царским венцом, для конечной нашей обиды, хотела венчаться. Срамно, государь, при нашем совершенном возрасте, тому зазорному лицу государством владеть мимо нас! Тебе же, государю брату, объявляю и прошу: позволь, государь, мне отеческим своим изволением, для лучшие пользы нашей и для народного успокоения, не обсылаясь к тебе, государю, учинить по приказам правдивых судей, а неприличных переменить, чтоб тем государство наше успокоить и обрадовать вскоре. А как, государь братец, случимся вместе, и тогда поставим все на мере; а я тебя, государя брата, яко отца, почитать готов.

На тот момент для Петра важно было заручиться поддержкой своего единокровного брата, или, по крайней мере, его невмешательством в борьбу Петра с родной сестрой Ивана. Но и впоследствии Петр от своих слов не отступал.
Вплоть до смерти царя Ивана Алексеевича, формально сохранялось двоецарствие. Во всех церемониях Пётр Алексеевич подчёркивал старшинство брата.

### Смерть

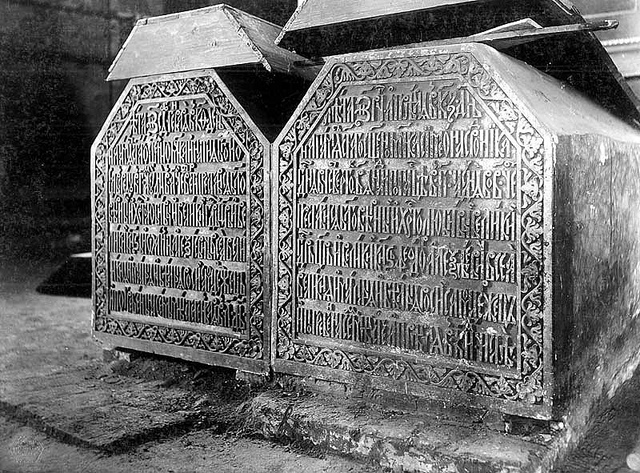
Саркофаги Ивана V (слева) и Фёдора III, некрополь Архангельского собора Московского Кремля, фото: Карл Андреевич Фишер, 1905 год

Иван Алексеевич прожил дольше всех сыновей царицы Марии Ильиничны и царя Алексея Михайловича, но уже к 27 годам иностранные послы[кто?] описывали Ивана как преждевременно состарившегося почти слепого паралитика. 
Незадолго до смерти, царь присутствовал 6 (16) января 1696 года на крестном ходе из Успенского собора на «иордань», устроенную на Москве-реке, 21 (31) января 1696 года посетил Вознесенский женский монастырь в Московском кремле, 26 января (5 февраля)  1696 года слушал литургию в дворцовой церкви, угощая из собственных рук придворных.
Царь Иоанн Алексеевич скоропостижно скончался в 10 часов утра 29 января (8 февраля) 1696 года в Москве и был похоронен в Архангельском соборе Московского Кремля. Царица Прасковья в течение пяти дней давала трём сотням нищих обеды за упокой супруга.

## Участие в государственных делах
Хотя Иван назывался «старшим царём», он практически никогда напрямую не занимался государственными делами, кроме ритуальных церемоний, требовавших участия царя, и целиком посвятил себя семье.
С 1682 по 1689 год правила Софья, в 1689 году фактическая власть перешла к клану Нарышкиных, номинально возглавляемому царицей Натальей Кирилловной, после смерти которой в 1694 году власть сосредотачивается в руках Петра.
Соправителю покойного, Петру, было на руку, что у Ивана было несколько дочерей, но не было сыновей, так что не возникало путаницы в отношении наследования короны после его смерти. Петру оставалось стать единоличным правителем России. Борьба за власть в семье, наконец, закончилась.

## Семья
Жена: (с 9 (19) января 1684 года) Прасковья Фёдоровна Салтыкова (1664—1723), царица.
Дети Ивана V
- Мария Ивановна (21 (31) марта 1689 — 13 (23) февраля 1692), умерла в младенчестве;
- Феодосия Ивановна (4 (14) июня 1690 — 12 (22) мая 1691), умерла в младенчестве;
- Екатерина Ивановна (29 октября (8 ноября) 1691 — 14 (25) июня 1733), царевна, замужем за герцогом Карлом Леопольдом Мекленбург-Шверинским (1678—1747), их дочь Анна Леопольдовна являлась матерью императора Ивана VI Антоновича, номинально царствовавшего в 1740—1741 годах;
- Анна Иоанновна (28 января (7 февраля) 1693 — 17 (28) октября 1740), императрица Российской империи в 1730—1740 годах;
- Прасковья Ивановна (24 сентября (4 октября) 1694 — 8 (19) октября 1731), царевна, замужем за генерал-аншефом Иваном Ильичом Старшим Дмитриевым-Мамоновым (1680—1730), происходящим из древнего русского рода, ветви рода Рюриковичей, утратившей княжеский титул[10].

## В литературе
- А. Н. Толстой, «Петр Первый» (1934).
- Н. М. Молева, «Государыня — правительница Софья» (2000).
- Р. Р. Гордин, «Игра судьбы» (2001), «Иван V» (2001), «Иван V: Цари… царевичи… царевны…» (2003).

### Кинематограф
- Алексей Емельянов — «Юность Петра» (1980).
- Николай Лазарев — «Пётр Великий» (1986).